# Kewa
Kewa — рід квіткових рослин, що складається з восьми видів сукулентних субдерев’янистих рослин, що походять зі східної та південної Африки, включаючи острови Святої Єлени та Мадагаскар. Це невеликі кущики чи трави; вони мають їстівне листя з кислим смаком. Kewa — єдиний рід родини Kewaceae.
Раніше ці види входили до роду Hypertelis з Molluginaceae, але молекулярні дослідження показали, що більшість видів туди не належали, а були досить віддалено пов’язані з Molluginaceae, будучи розміщеними в кладі, що включає Aizoaceae, Gisekiaceae і Barbeuiaceae. У Molluginaceae залишається лише типовий вид Hypertelis spergulacea; всі інші перенесені в рід Kewa, який був названий на честь Кью, де розташовані Королівські ботанічні сади Кью.

## Види
Види, передані Kewa з Hypertelis у 2014 році:
- Kewa acida (Hook.f.) Christenh.
- Kewa angrae-pequenae (Friedrich) Christenh.
- Kewa arenicola (Sond.) Christenh.
- Kewa bowkeriana (Sond.) Christenh.
- Kewa caespitosa (Friedrich) Christenh.
- Kewa salsoloides (Burch.) Christenh.
- Kewa suffruticosa (Baker) Christenh.
- Kewa trachysperma (Adamson) Christenh.